# Lanugine ombelicale

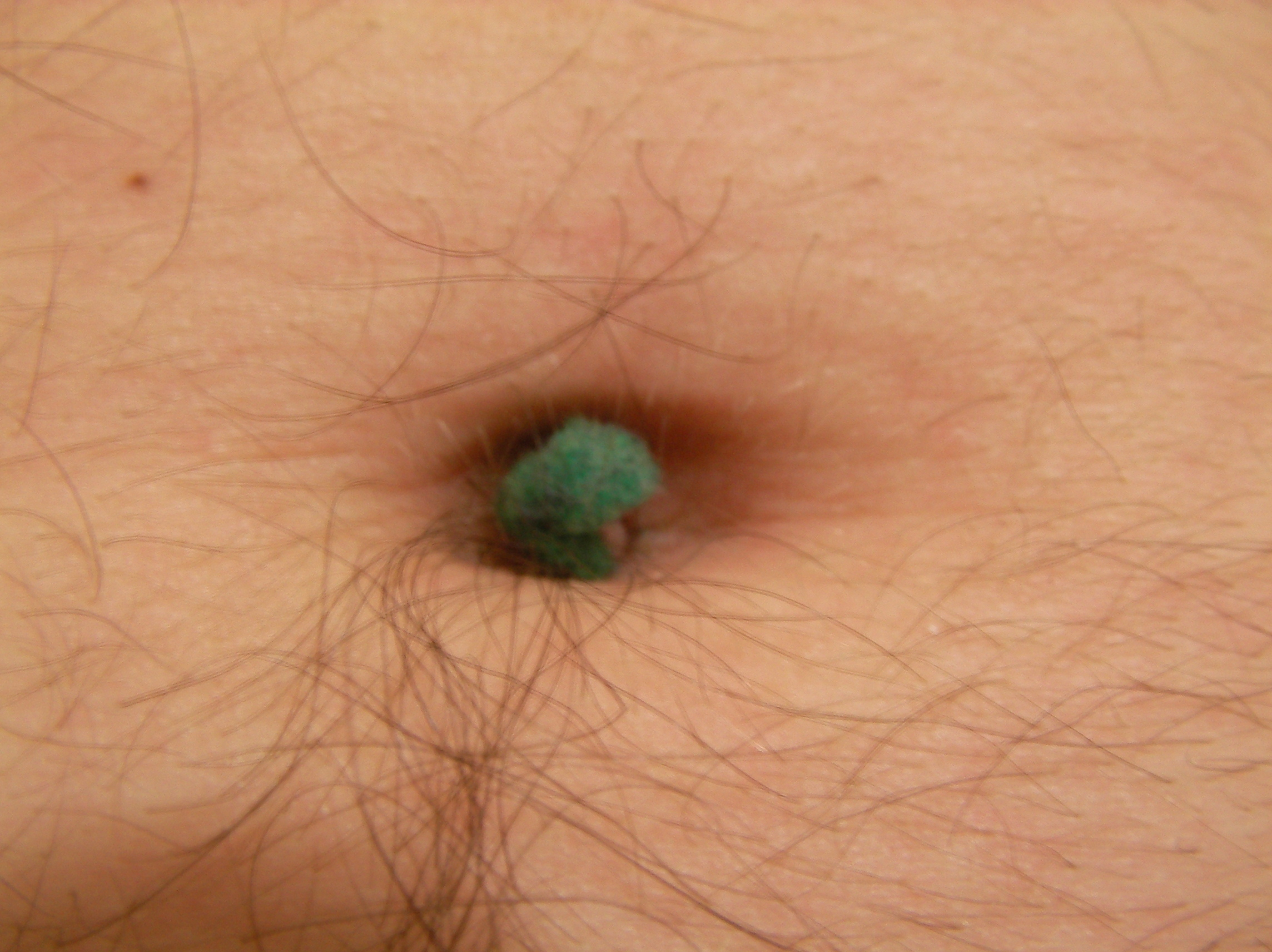
Lanugine ombelicale verde

La lanugine ombelicale è l'accumulo di fibre lanuginose nell'ombelico: tale accumulo dà luogo a una piccola matassa all'interno della cavità ombelicale.

## Composizione
Nel 2001, Karl Kruszelnicki dell'Università di Sydney in Australia iniziò un'indagine sistematica per risalire al motivo della lanugine ombelicale. Le principali scoperte furono:
- La lanugine consiste principalmente di fibre sciolte proveniente dai vestiti indossati, mischiate a cellule della pelle morte e a peluria del corpo;
- Contrariamente alle attese, la lanugine ombelicale sembra migrare dalla sottostante biancheria intima procedendo verso l'alto piuttosto che dalle sovrastanti camicie procedendo verso il basso. La migrazione è il risultato dall'attrito della peluria corporea sulla biancheria intima che trascina le fibre verso l'alto nell'ombelico.
- Le donne manifestano meno la lanugine ombelicale a causa della peluria corporea più fine e corta. Per contro, gli uomini anziani la manifestano maggiormente a causa della peluria più abbondante e ruvida.
- Il colore della lanugine ombelicale appare di colore azzurro-grigio. Tale colore è probabilmente il frutto di una media tra tutti i colori dei vestiti indossati.[3]
- La presenza della lanugine ombelicale è totalmente innocua e non richiede alcuna azione correttiva.

## Guinness dei primati
Graham Barker di Perth nell'Australia Occidentale è nel Guinness dei primati come detentore del primato di raccolta di lanugine ombelicale: dal 17 gennaio 1984, per vent'anni, ha raccolto circa 3,03 mg di lanugine al giorno. Contrariamente ai risultati della ricerca del dott. Kruszelnicki, la sua lanugine ha presentato, per sei anni, una caratteristica tinta rossa diventata successivamente verde a seguito della sostituzione nel bagno di Barker degli asciugamani rossi con quelli verdi.